# Cantone di Loudes
Il Cantone di Loudes era una divisione amministrativa dell'Arrondissement di Le Puy-en-Velay.
A seguito della riforma approvata con decreto del 17 febbraio 2014, che ha avuto attuazione dopo le elezioni dipartimentali del 2015, è stato soppresso.

## Composizione
Comprendeva 9 comuni:
- Chaspuzac
- Loudes
- Saint-Jean-de-Nay
- Saint-Privat-d'Allier
- Saint-Vidal
- Sanssac-l'Église
- Vazeilles-Limandre
- Vergezac
- Le Vernet